# 格里马尔迪环形山
格里马尔迪环形山(Grimaldi)是位于月球正面风暴洋西南部一座古老的大型撞击盆地，形成于前酒海纪代，其名称取自十七世纪意大利物理学家及天文学家弗朗切斯科·马里亚·格里马尔迪(1618年-1663年)，1935年被国际天文联合会批准接受。

## 描述

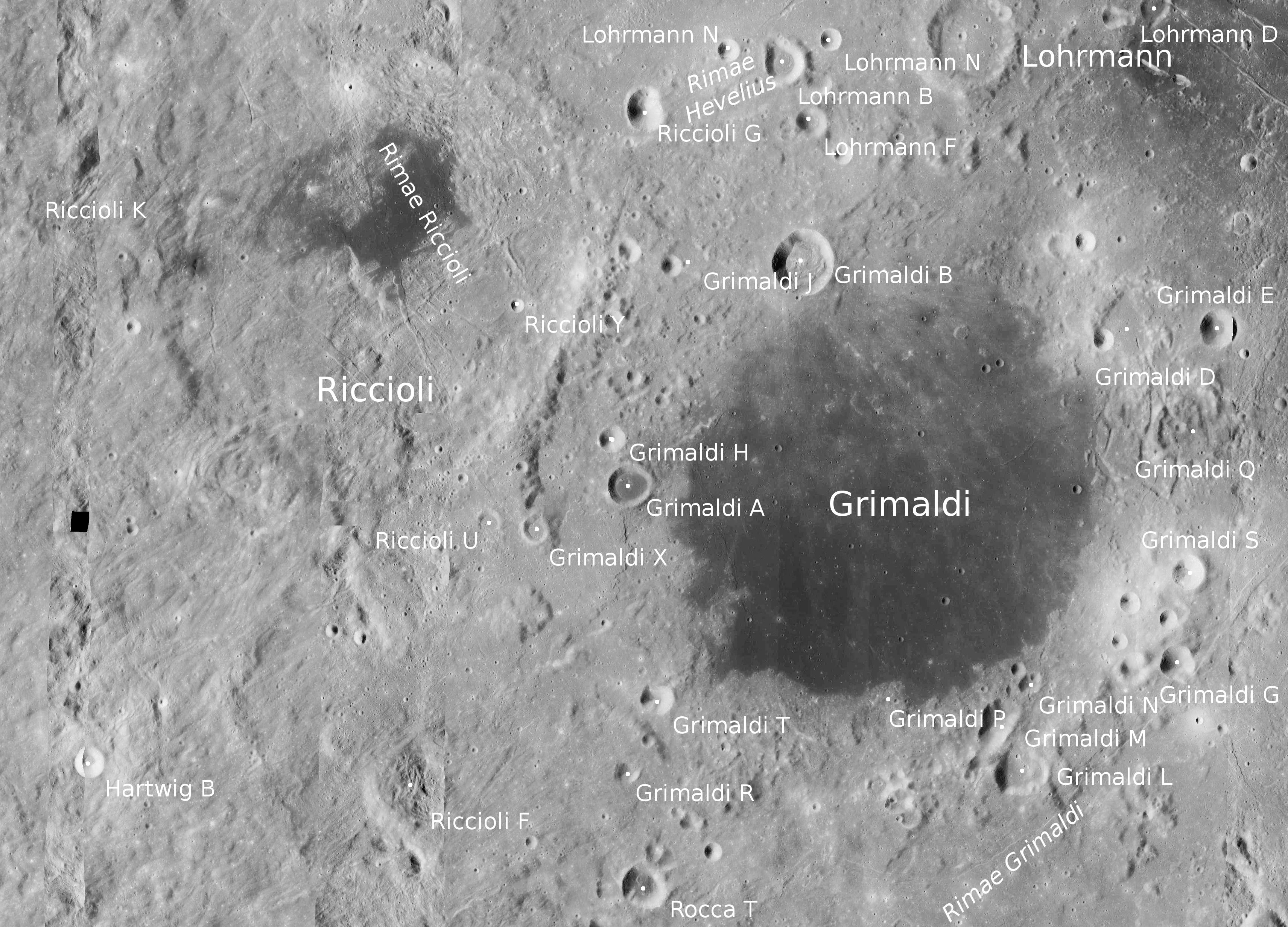
格里马尔迪环形山周边地貌，月球勘测轨道飞行器拍摄。

该月坑西北部毗连里乔利环形山、北面邻近罗尔曼陨石坑、东侧为达穆瓦索陨石坑、东南坐落着希尔萨斯利陨石坑、罗卡环形山位于它的西南偏南、西侧则是哈特维希环形山。格里马尔迪环形山东南分布着一组称为"格里马尔迪月溪"(Rimae Grimaldi)的沟系；北面为"赫维留月沟"；东侧坐落着风暴洋；西北，接近西侧边缘延伸着"里乔利月溪"(Rimae Riccioli)；西南方横亘着科迪勒拉山脉和秋湖。该环形山中心月面坐标为5°23′S 68°22′W / 5.38°S 68.36°W，
直径173.5公里，深度2.7公里。
由于地质龄悠久，该环形山受后期撞击而严重磨损和侵蚀，其内壁上重叠着众多不同尺寸的撞击坑，事实上形成了一圈由山丘、山脊和山峰构成的低矮、不规则的圆环，盆地以外分布着直径220公里的外壁残迹，其中西侧壁保存最完整、而东侧壁已破碎瓦解，往东切入一道"V"形山谷；北侧壁则穿插着许多通向罗尔曼陨石坑的月谷，月坑侧壁高出周边地形1840米，部分壁峰高度超过2公里。该坑最醒目的特征是内部月海熔岩地表，构成一块平坦光滑、且反照率特低的无特色表面。幽暗的地表与明亮的周边形成强力的反差(在施罗特亮度表中的亮度等级为1°)，使该月坑非常容易被找到。
在格里马尔迪环形山中央检测到一质量密集区(质量瘤)或高重力区，该质量瘤已被圣杯号探测器(GRAIL)精确测绘。

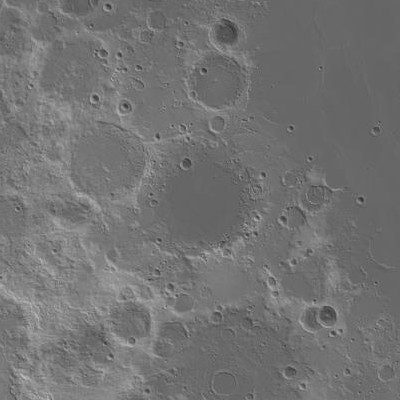
盆地地形图
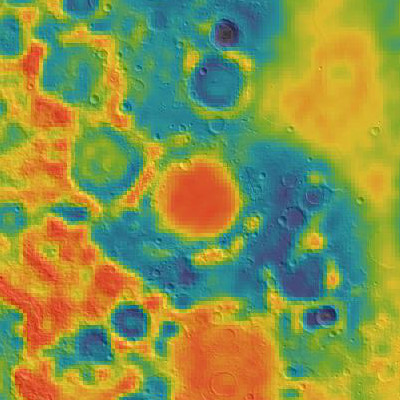
圣杯号探测器绘制的重力图

## 月球瞬变现象
曾观察到格里马尔迪环形山产生过月球瞬变现象，包括偶发的光线闪烁、彩色亮斑和朦胧雾化。通过光谱仪检测到该区域曾有过释气迹象。

## 卫星陨石坑
按照惯例，最靠格里马尔迪环形山的卫星坑在月图上以字母标注在该坑中心点的旁边。

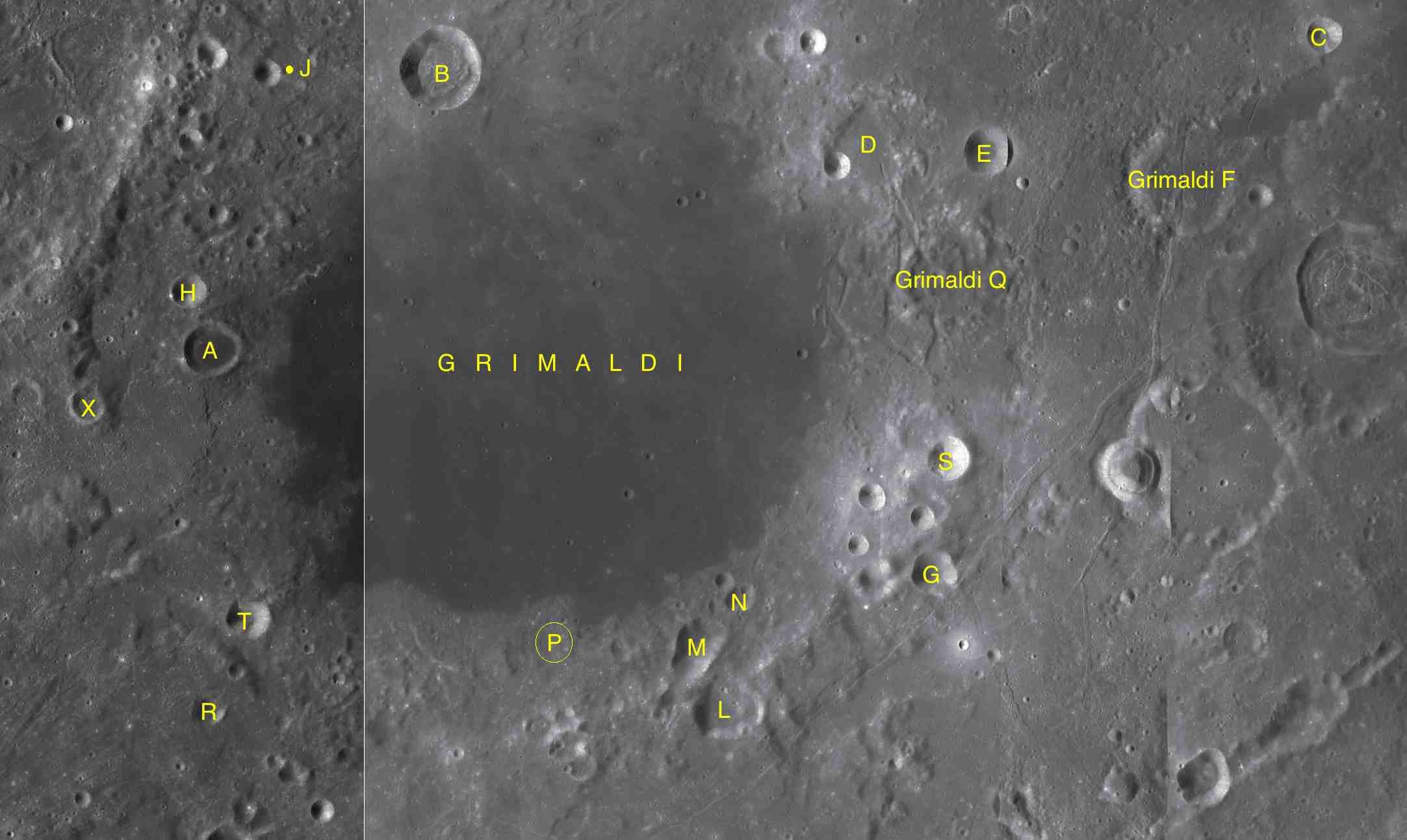
LAC-73, LAC-74 拼接图

| 格里马尔迪 | 纬度   | 经度    | 直径    |
| ---------- | ------ | ------- | ------- |
| A          | 5.4° S | 71.2° W | 15 公里 |
| B          | 2.9° S | 69.2° W | 22 公里 |
| C          | 2.6° S | 61.5° W | 10 公里 |
| D          | 3.7° S | 65.5° W | 22 公里 |
| E          | 3.7° S | 64.4° W | 13 公里 |
| F          | 4.0° S | 62.7° W | 29 公里 |
| G          | 7.4° S | 64.9° W | 13 公里 |
| H          | 4.9° S | 71.4° W | 9 公里  |
| J          | 2.9° S | 70.6° W | 16 公里 |
| L          | 8.5° S | 66.7° W | 19 公里 |
| M          | 8.0° S | 67.0° W | 18 公里 |
| N          | 7.6° S | 66.6° W | 8 公里  |
| P          | 8.0° S | 68.3° W | 10 公里 |
| Q          | 4.8° S | 64.8° W | 21 公里 |
| R          | 8.5° S | 71.2° W | 9 公里  |
| S          | 6.4° S | 65.0° W | 11 公里 |
| T          | 7.7° S | 70.9° W | 12 公里 |
| X          | 5.8° S | 72.3° W | 9 公里  |